# Oleg Simakow
Oleg Aleksandrowicz Simakow, ros. Олег Александрович Симаков (ur. 3 stycznia 1976 w Aleksandrowie, w obwodzie włodzimierskim, Rosyjska FSRR) – rosyjski piłkarz, grający na pozycji pomocnika.

## Kariera piłkarska

### Kariera klubowa
Wychowanek klubu Torpedo Włodzimierz. Pierwszy trener - Dmitrij Biełow. W 1993 rozpoczął karierę piłkarską w rodzimym klubie Torpedo Włodzimierz. W 1996 przeszedł do Spartaka Riazań. Na początku 1998 został zaproszony do ukraińskiego Krywbasa Krzywy Róg, w barwach którego 17 marca 1998 debiutował w Wyższej Lidze w meczu z Metałurhiem Mariupol. Przez doznaną ciężką kontuzję w 2001 był zmuszony zakończyć karierę piłkarską.

## Sukcesy i odznaczenia

### Sukcesy klubowe
- brązowy medalista Mistrzostw Ukrainy: 1999, 2000
- finalista Pucharu Ukrainy: 2000
- brązowy medalista Rosyjskiej Drugiej dywizji: 1997